# Коржанський Микола Йосипович
Микола Йосипович Коржанський (нар. 3 серпня 1928, Нараївка — пом. 5 травня 2008, Київ) — український і російський правознавець, доктор юридичних наук з 1984 року, професор з 1985 року.

## Біографія
Народився 3 серпня 1928 року в селі Нараївці Гайсинського району (тепер Вінницька область, Україна) в селянській сім'ї. Після строкової служби в Радянській армії, у 1957—1961 роках навчався у Свердловському юридичному інституті. По закінченню навчання працював слідчим в органах прокуратури. 
З 1964 року — аспірант у Свердловському юридичному інституті. 1966 року захистив кандидатську дисертацію на тему: «Кримінальна відповідальність за придбання або збут майна, здобутого злочином». У 1967—1969 роках — викладач цього інституту. У 1969—1993 роках був доцентом, потім професором кафедри кримінального права Вищої слідчої школи МВС СРСР і РФ. 1980 року захистив докторську дисертацію на тему: «Об'єкт та предмет кримінально-правової охорони».
З 1993 по 2003 рік — професор кримінального права Національної академії внутрішніх справ України. З 2003 року працював у Дніпропетровському державному університеті внутрішніх справ провідним науковим співробітником науково-дослідної лаболаторії протидії злочинності, а з 2006 року — професор кафедри кримінально-правових дисциплін юридичного факультету Навчально-наукового інституту права та безпеки університету.
Помер в Києві 5 травня 2008 року.

## Наукова діяльність
Досліджував теоретичні проблеми об'єкта і предмета кримінально-правової охорони, зокрема уточнив поняття безпосереднього об'єкта злочину й класифікував його види. Опублікував 36 монографій, 5 коментарів до Кримінального кодексу України, 4 підручники, понад 20 навчальних посібників. Серед робіт:
- «Об'єкт посягання і кваліфікація злочинів» (1976);
- «Предмет злочину» (1976);
- «Об'єкт і предмет кримінально-правової охорони» (1980, Москва);
- «Нариси теорії кримінального права» (1992);
- «Коментар Кримінального кодексу України» (1994, у співавторстві);
- «Кримінальне право України. Частина загальна: курс лекцій» (1996);
- «Завдання і дія кримі нального закону» (1996);
- «Популярний коментар Кримінального кодексу» (1997);
- «Кваліфікація злочинів» (1998);
- «Корислива злочинна діяльність» (1998);
- «Кримінальне право України. Частина особлива: курс лекцій» (1998).
- «Проблеми кримінального права» (2003, Дніпропетровськ);
- «Об'єкт і предмет злочину» (2005, Дніпропетровськ).

Підготува 23 кандидатів 2-х докторів юридичних наук.